# Surendra stimula
Surendra stimula är en fjärilsart som beskrevs av De Nicéville 1895. Surendra stimula ingår i släktet Surendra och familjen juvelvingar. Inga underarter finns listade i Catalogue of Life.

## Bildgalleri

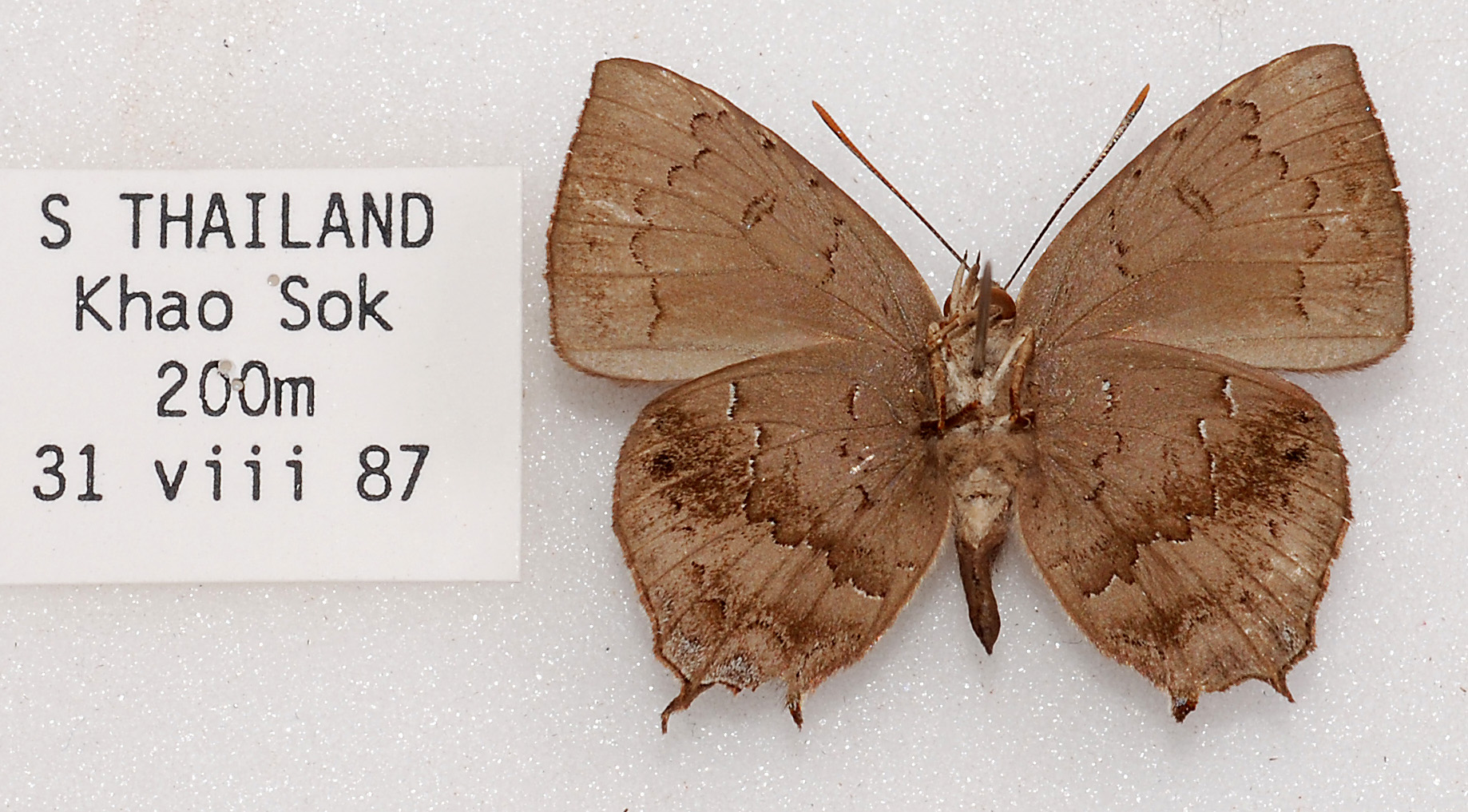
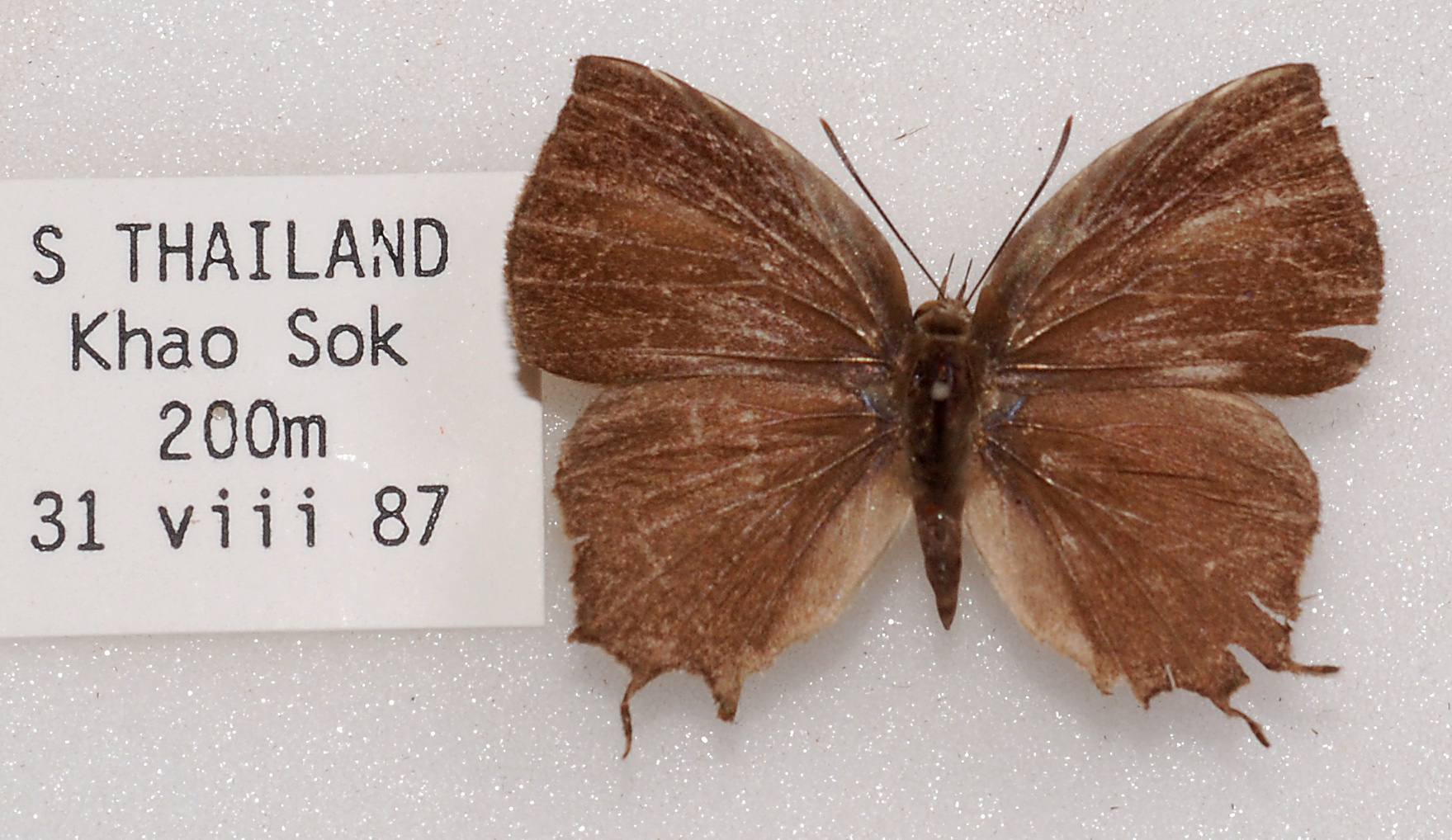
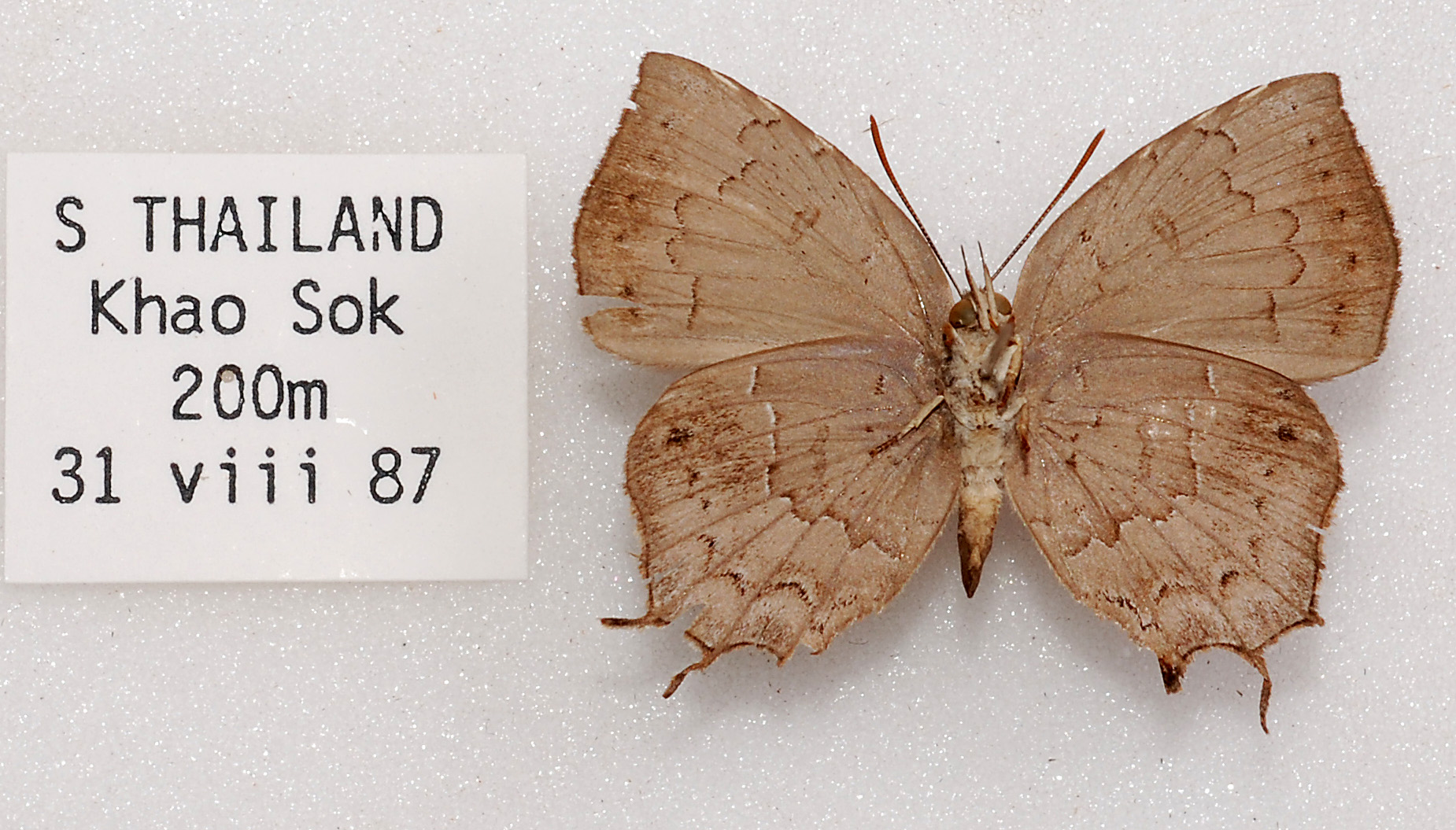